# 고용보험심사위원회
고용보험심사위원회는 근로자의 고용보험 피보험자격, 실업급여 수급 등과 관련한 지방고용노동관서장의 처분 및 고용보험심사관의 심사결정에 대하여 피보험자 측의 이의신청이 있는 경우 재심사함으로써 근로자의 권리구제 기능을 수행하기 위하여 설립된 대한민국 고용노동부 소속의 행정위원회로 고용보험심사위원회 상임위원은 고위공무원 나급의 별정직공무원으로 보한다. 세종특별자치시 정부종합청사 11동에 위치하고 있다.

## 설립 근거
- 고용보험법 제99조

## 연혁
- 1993년 12월 27일 고용보험법 제정으로 설치근거 마련
- 1995년 7월 1일 고용보험법 시행
- 1998년 7월 21일 고용보험심사위원 7인 증원(총 7인)
- 2000년 2월 25일 고용보험심사위원 1인 증원(총 14인)
- 2009년 5월 12일 고용보험심사위원 1인 증원(총 15인)

## 위원 구성
- 고용보험심사위원회(15인)는 총연합단체인 노동조합의 추천을 받아 근로자를 대표하는 2인을 위촉하고, 전국적 사용자단체의 추천을 받아 사용자를 대표하는 2인을 위촉한다.
- 근로자 및 사용자를 대표하는 자 이외의 위원은 다음과 같은 자격을 가진 자 중 고용노동부장관의 제청으로 대통령이 위촉한다.
  - 판사, 검사 또는 변호사의 자격이 있는 자
  - 고등교육법에 의한 대학에서 부교수 이상으로 재직하고 있거나 있었던 자
  - 3급 이상의 공무원으로 재직하고 있거나 있었던 자
  - 노동관계업무에 15년이상 종사한자로서 고용노동부장관이 자격이 있다고 인정하는 자
  - 사회보험 또는 고용문제에 관한 학식과 경험이 있는 자 중에서 고용노동부장관이 자격이있다고 인정하는 자

## 운영
- 심사위원회는 매 회의시 위원장, 당연직위원, 노사단체에서 추천한 각 1인의 위원을 포함하는 9인 이내의 위원으로 구성운영되며, 구성된 위원회는 위원 과반수의 출석으로 개회하고, 출석위원 과반수의 찬성으로 의결한다.
- 지방노동관서장의 처분 또는 고용보험심사관의 심사 → 이의제기 → 고용보험심사위원회 재심사

## 같이 보기
- 중앙노동위원회
- 산업재해보상보험재심사위원회
- 최저임금위원회